# Pretty Girls (Britney Spears e Iggy Azalea)
Pretty Girls è un singolo della cantante statunitense Britney Spears e della rapper australiana Iggy Azalea, pubblicato il 4 maggio 2015.

## Descrizione
Pretty Girls è stata scritta dai The Invisible Men insieme a Maegan Cottone, Azalea e alle Little Mix. Le due cantanti hanno presentato dal vivo il brano per la prima volta durante i Billboard Music Awards tenutisi a Las Vegas il 17 maggio.
Il brano è stato inoltre nominato nella categoria "Choice Song: Female" ai Teen Choice Awards 2015.

## Video musicale
Il video musicale, diretto da Iggy Azalea e Cameron Duddy, è stato pubblicato il 13 maggio 2015. Esso è un omaggio al film Le ragazze della Terra sono facili, diretto da Julien Temple.

## Tracce
Download digitale
1. Pretty Girls – 2:44

CD singolo
1. Pretty Girls – 2:44
2. Pretty Girls (Instrumental) – 2:40

## Successo commerciale
Pretty Girls ha avuto nel mondo un moderato successo, riuscendo a entrare in top 20 nel Regno Unito, Canada e Finlandia ed entrare in top 30 negli Stati Uniti d'America, Francia e Australia.
In Nord America, Pretty Girls ha debuttato alla posizione 29 nella Billboard Hot 100 vendendo 96 000 copie digitali. Pretty Girls segna la 33ª canzone della Spears a classificarsi nella Billboard hot 100. In Canada, il singolo ha invece raggiunto la 16ª posizione della rispettiva classifica.
In Europa, la più alta entrata in classifica del singolo è avvenuta nel Regno Unito, dove ha debuttato alla 16 nella Official Singles Chart, diventando così la 30ª canzone della Spears a raggiungere la Top 20.
Iggy Azalea ha attribuito alla mancata promozione lo scarso andamento commerciale del singolo.

## Classifiche
| Classifica (2015) | Posizione massima |
| ----------------- | ----------------- |
| Australia         | 27                |
| Austria           | 74                |
| Belgio (Fiandre)  | 51                |
| Belgio (Vallonia) | 42                |
| Canada            | 16                |
| Francia           | 25                |
| Germania          | 88                |
| Irlanda           | 60                |
| Italia            | 75                |
| Repubblica Ceca   | 72                |
| Regno Unito       | 16                |
| Slovacchia        | 87                |
| Spagna            | 85                |
| Stati Uniti       | 29                |
| Ungheria          | 11                |